# Francisco Guerrero-Arcocha
Francisco Guerrero Arcocha (Madrid, 26 de abril de 1919) es un tenista hispano-mexicano. Fue campeón nacional de individuales y dobles en México. Jugó tenis a nivel profesional representando a México en muchos torneos en diferentes países, como Francia, España, Canadá y Portugal.

## Biografía
Nacido en Madrid, España, se mudó con su familia a León, Guanajuato, México cuando tenía seis meses de edad. Creció como ciudadano mexicano y más tarde se convertiría de los mejores tenistas de la historia de México.
Representó a México en cinco eliminatorias de Copa Davis entre 1946 y 1955. Fue medallista de oro en dobles masculinos en los Juegos Centroamericanos y del Caribe de 1950 (con Gustavo Palafox) y ganó otras dos medallas cuando México fue sede del evento en 1954, incluida una de bronce en individuales. En 1955 jugó en los Juegos Panamericanos y perdió un desempate por la medalla de bronce en dobles masculinos.
Apareció dos veces en el cuadro principal de los Campeonatos Nacionales de Estados Unidos. Compitió en el Campeonato nacional de Estados Unidos 1945 y fue eliminado en la segunda ronda. Su otra aparición se produjo en 1952 y ganó un partido de primera ronda de cinco sets sobre William Lurie. En su derrota en la segunda ronda ante Ham Richardson, no pudo ganar un solo juego.
Después de su retiro, se desempeñó como presidente de la Federación Mexicana de Tenis, tiempo durante el cual el tenis regresó a los Juegos Olímpicos de Verano como un evento de exhibición y demostración para la Ciudad de México en 1968.

## Palmarés internacionales
| Juegos Centroamericanos y del Caribe | Juegos Centroamericanos y del Caribe | Juegos Centroamericanos y del Caribe | Juegos Centroamericanos y del Caribe |
| Año                                  | Lugar                                | Medalla                              | Competición                          |
| ------------------------------------ | ------------------------------------ | ------------------------------------ | ------------------------------------ |
| 1950                                 | Ciudad de Guatemala ( Guatemala)     | Medalla de oro                       | Dobles Masculino                     |
| 1954                                 | Ciudad de México ( México)           | Medalla de plata                     | Dobles Masculino                     |
| 1954                                 | Ciudad de México ( México)           | Medalla de bronce                    | Individuales Masculino               |